# Johannes Trithemius

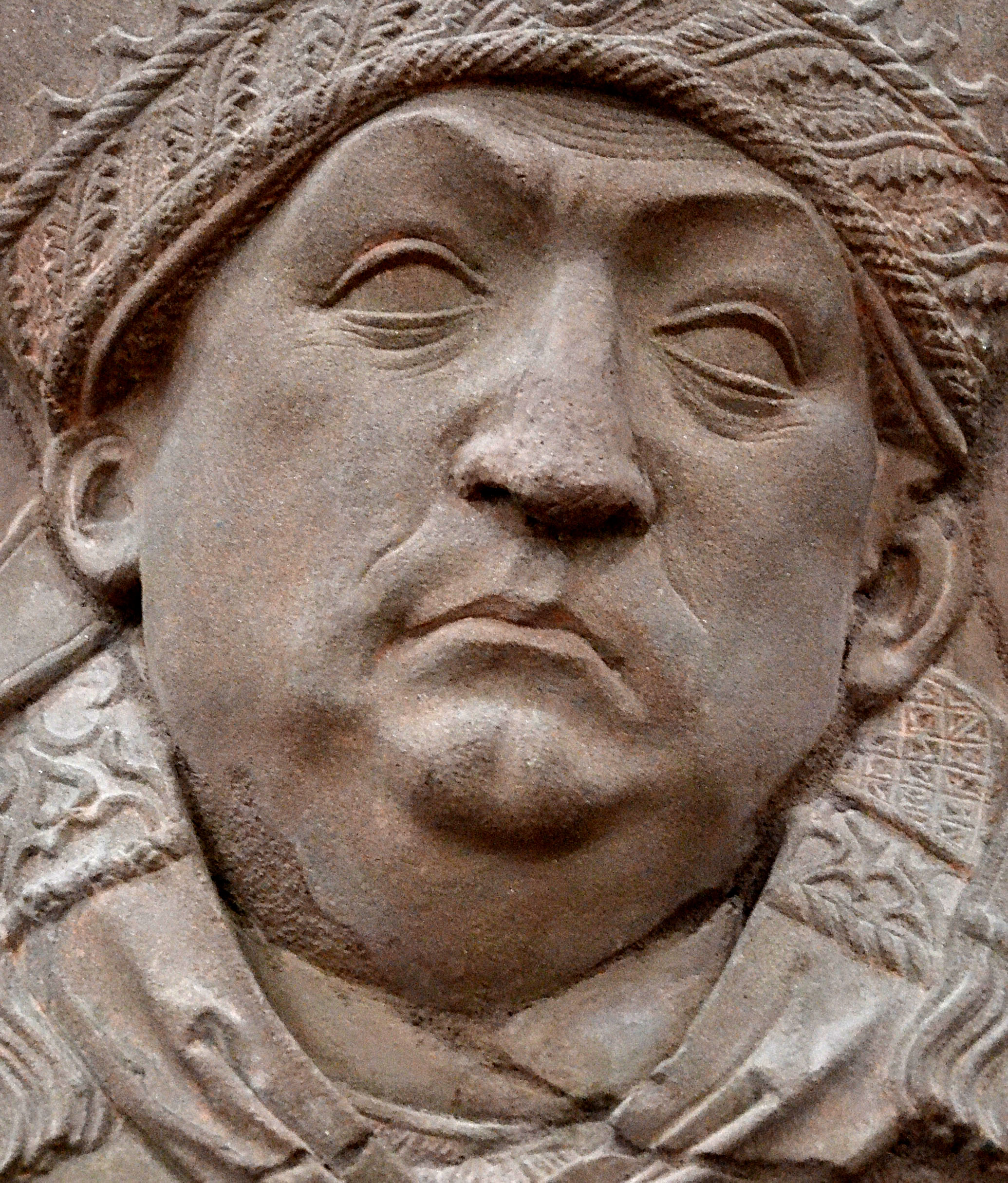
Johannes Trithemius

Johannes Trithemius (Trittenheim, 2 februari 1462 – Würzburg, 15 december 1516), benedictijns abt te Sponheim (1483-1506) en Würzburg (1506-1516), was een Duits geschiedschrijver en schrijver van het oudst bekende gedrukte werk over cryptografie. Van de schrijver van het werk World Bibliography of Bibliographies, Theodore Besterman, kreeg hij de titel 'vader van de bibliografie' voor zijn werk Scriptoribus Ecclesiasticis (1494). Dit chronologisch overzicht van meer dan 7000 theologische werken van 963 auteurs, met een alfabetische index, heeft sinds Trithemius model gestaan voor talloze bibliografieën. Daarnaast wordt Trithemius gezien als voorloper van het humanisme.

## Leven

### Jeugd
Trithemius werd geboren als Johann Heidenberg en was de eniggeborene van zijn ouders. Zijn vader, een wijnboer, stierf toen de jongen amper een jaar oud was. Zijn moeder droeg het weduwschap zeven jaar alvorens te hertrouwen. Met haar nieuwe man kreeg ze verscheidene kinderen maar slechts een hiervan bereikte volwassenheid, Trithemius halfbroer Jacob. Met hem onderhield Johann een hartelijke band, ze bleven gedurende hun hele leven met elkaar corresponderen. Vanaf 15-jarige leeftijd begon Trithemius, zeer tegen de wil van vooral zijn stiefvader, een passie voor leren tentoon te spreiden. Naar eigen zeggen vond deze passie haar oorsprong in een miraculeuze droom die hij had gehad. Trithemius begon les te krijgen van vrienden. Dit gebeurde vooral 's nachts en heimelijk uit angst voor repercussies van zijn stiefvader. Nadat de druk vanuit het ouderlijk huis te groot was geworden en Trithemius de leeftijd van zelfstandigheid had bereikt besloot hij te vertrekken. Een reis van drie dagen, waarbij hij Trier, Nederland en uiteindelijk Heidelberg aandeed, volgde. Op de universiteit van deze stad kwam Trithemius voor het eerst in contact met vroeg-humanisten. Hij werd opgenomen in de sodalitas literaria Rhenana (Rijnse literaire sociëteit) met prominente leden zoals Johannes Vigilius, Conrad Celtis, Johannes Reuchlin, Johannes van Dalberg, Johannes Wimpfeling en Rudolf Agricola. Het is hier waar hij de naam Trithemius aannam, een verlatijnsing van zijn geboorteplaats.
In de koude februarimaand van 1482, vlak nadat Trithemius zijn studies in Heidelberg had voltooid, besloot hij om samen met een studiegenoot een reis huiswaarts te maken. Onderweg naar het moezelgebied besloten de twee bij het vallen van de avond uit voorzorg aan te kloppen bij de Benedictijnse Abdij van Sint Maarten in Sponheim. Na hier de nacht doorgebracht te hebben werd de reis voortgezet maar al snel werden de twee overvallen door een hevige sneeuwstorm. De naamloze reisgezel stelde voor terug te keren naar het klooster, maar Trithemius voelde zich bezwaard nogmaals gebruik te maken van de gastvrijheid van de monniken. Na verschillende keren door het natuurgeweld te zijn gedwongen een schuilplaats te zoeken besloten de twee om toch terug te keren. Terug in het klooster kwam Trithemius tot het inzicht dat de sneeuwstorm een nieuw teken van God was, besloot te blijven en legde zijn geloften af.

### Sponheim
Het eerste jaar in het klooster hield Trithemius zich vooral met het lezen van de Heilige Schrift bezig. Trithemius schreef hierover later in zijn autobiografische Nepiachus:
...elk uur wat ik van de slaap kon stelen, van de stilte en van de soelaas van mijn broeders, besteedde ik met de grootste geestdrift aan de studie van de Heilige Schriften...
Na het eerste jaar vond de derde gebeurtenis plaats die Trithemius sterkte in zijn overtuiging van zijn goddelijke missie; de abt, Johannes von Kolenhausen, besloot om een nieuwe functie in Seligenstadt te gaan bekleden en de monniken kozen Trithemius, op 22-jarige leeftijd, tot de nieuwe abt.
Hij transformeerde de vervallen abdij tot een centrum van kennis. Zo werd de bibliotheek, die aanvankelijk maar zo'n veertig werken bevatte, aanzienlijk uitgebreid tot zo'n tweeduizend werken in 1505. Naast het gebruikelijke Latijn bevatte zij nu werken in het Grieks, Hebreeuws, Syrisch, Arabisch en verschillende Europese talen. Hij schuwde hierbij de dan nog nieuwe druktechniek niet: de bibliotheek omvatte zowel handschriften als gedrukte werken. Toch achtte hij manuscripten superieur aan drukwerk, zoals blijkt uit zijn lof op de kopiisten (De laude scriptorum manualium, 1492), zowel omwille van de kwaliteit als van de spirituele oefening die besloten lag in het met de hand overschrijven. Om deze boodschap zoveel mogelijk te verspreiden, liet hij het boekje drukken.
Steganographia
De controverse omtrent zijn persoon begon in 1499 toen hij een brief schreef aan een goede vriend in Gent, de karmeliet Arnoldus Bostius, waarin hij aankondigde bezig te zijn met een werk over cryptografie waarin ook communiceren over lange afstand door middel van geesten en andere manieren van communicatie zonder gebruikmaking van woorden of tekens aangekondigd werden. Bostius stierf voordat de brief hem bereikte waardoor de prior van het klooster die in handen kreeg. De prior, geschokt door hetgeen hij in de brief ontdekte, besloot deze te verspreiden met de conclusie: Trithemius was ofwel een leugenaar ofwel iemand die zich inliet met demonen. Mogelijk in reactie op de hierop ontstane commotie stopte Trithemius met het schrijven van dit werk, het zou evenwel later (in 1606) onvolledig als het driedelige Steganographia postuum alsnog gepubliceerd worden en binnen enkele jaren op de Index librorum prohibitorum geplaatst worden.
Hoewel ongepubliceerd getuigen zowel John Dee als Blaise de Vigenère ervan dat kopieën van de manuscripten zich verspreidden in Europa. Omstreeks 1504 schreef de Frans wiskundige en theoloog Carolus Bovillus na een bezoek aan Trithemius in een brief aan Germanus de Ganay dat het boek duivels was en verbrand diende te worden.
In 1510 werd deze brief gepubliceerd en kreeg Trithemius het stempel occultist. Ondertussen kreeg Trithemius verschillende disputen met de monniken die hem in 1505 of 1506 afzetten. Het is onduidelijk of dit was om zijn occulte interesses of om de strikte discipline die Trithemius de monniken oplegde. Van de bisschop Lorenz von Bibra kreeg hij een uitnodiging om abt te worden van het Schottenkloster in Würzburg. Hij aanvaardde dit en verbleef hier tot zijn dood.

### Würzburg
Polygraphia

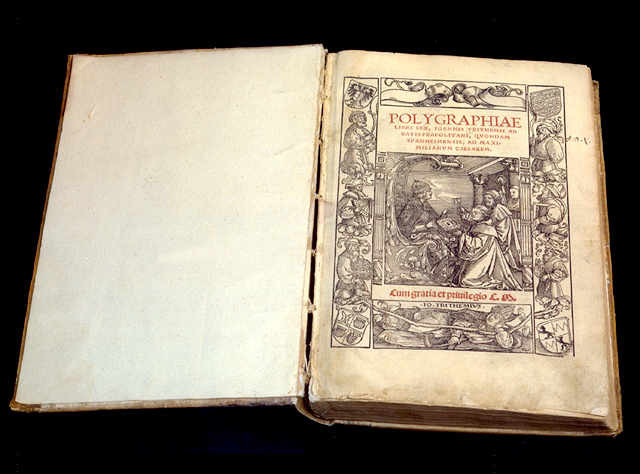
Polygraphia (1518)

Trithemius verloor zijn interesse voor cryptografie niet en voltooide het werk Polygraphia omstreeks 1508.
Dit werk verscheen in 1518 onder de volledige titel Polygraphia libri sex, Ioannis Trithmii abbati Peapolitani, quondam Spanheimensis, ad Maximilianum Caesarem postuum in druk en is het oudst bekende gedrukte werk over cryptografie. Het kende vele herdrukken waaronder een Franse vertaling van de hand van Gabriel de Collanges. Deze vertaling werd in 1620 door de Fries Dominique de Hottinga als eigen werk gepubliceerd, vermoedelijk het meest beruchte voorbeeld van plagiaat.
Het werk bestaat uit zes boeken en behandelt cryptografie in een ongekunstelde vorm. Het geeft een overzicht van cryptografie en behandelt onder meer een systeem dat Trithemius aan Cicero toeschrijft en de door Karel de Grote gebruikte systemen. Ook het systeem waaraan zijn naam verbonden is, het Trithemiusalfabet, komt voort uit dit werk. Het geeft daarnaast de vroegste omschrijving van het gebruik van een tabula recta voor polyalfabetische substitutie. Trithemius heeft vooral in Duitsland geruime tijd bekendgestaan als uitvinder van het Vigenèrecijfer.

## Invloed
Trithemius schreef meer dan 90 werken waaronder beschouwingen op het kloosterlijk leven, commentaren op de regels van Benedictus, geschiedschrijvingen en biografieën. Zijn roem bezorgde hem onder meer uitnodigingen voor een verblijf aan het hof van keizer Maximiliaan I en de markgraaf van Brandenberg. Leerlingen van Trithemius waren onder anderen Paracelsus, aan wie hij wiskunde onderwees, en Agrippa wie hij aanraadde zijn mystieke ideeën slechts met een select aantal uitverkorenen te delen.

## Werken (selectie)
- De regimine claustralium, 1486
- Exhortationes ad monachos, 1486
- De institutione vitae sacerdotalis, 1486
- De visitatione monachorum, um 1490
- De laude scriptorum manualium, 1492
- De viris illustribus ordinis sancti Benedicti, 1492
- In laudem et commendatione Ruperti quondam abbatis Tuitiensis, 1492
- De origine, progressu et laudibus ordinis fratrum Carmelitarum, 1492
- Liber penthicus seu lugubris de statu et ruina ordinis monastici, 1493
- De laudibus sanctissimae matris Annae, 1494
- De proprietate monachorum, vor 1494
- De scriptoribus ecclesiasticis, 1494
- De vanitate et miseria humanae vitae, vor 1494
- Catalogus illustrium virorum Germaniae, 1491-1495
- De cura pastorali, 1496
- De duodecim excidiis oberservantiae regularis, 1496
- De triplici regione claustralium et spirituali exercitio monachorum, 1497
- Steganographia, ca. 1500
- Chronicon Hirsaugiense, 1495-1503
- Chronicon successionis ducum Bavariae et comitum Palatinorum, ca. 1500-1506
- Annales Hirsaugienses, 1509-1514
- Chronicon Sponheimense, ca. 1495-1509
- Nepiachus, 1507
- Antipalus maleficiorum, 1508
- Polygraphiae, 1508
- De septem secundeis id est intelligentiis sive spiritibus orbes post deum moventibus, ca. 1508
- De origine gentis Francorum compendium, 1514
- Compendium sive breviarium primi voluminis chronicarum sive annalium de origine regum et gentis Francorum, ca. 1514
- Liber octo quaestionum, 1515